# 金重赫
金 重赫（キム・ジュンヒョク、김중혁、1971年 - ）は韓国の小説家である。慶尚北道の金泉出身。

## 略歴
慶尚北道の金泉で生まれた。啓明大学の国文科を卒業して、ウェブデザイナー、雑誌記者などの仕事をした。2000年、「文学と社会」に「ペンギンニュース」を発表して登壇した。
「シネ21」にコラムを書いたり、「文章の音」というインターネット放送も進行するなど、多方面で活動している。小説家である金衍洙、詩人文太俊とは同じ故郷の友人である。

## 受賞歴
- 2008年、第2回　金裕貞文学賞
- 2010年、第1回　若い作家賞大賞
- 2011年、第19回　今日の若い芸術賞

## 邦訳作品
- 『楽器たちの図書館』波田野節子, 吉原育子 訳、クオン、新しい韓国の文学、2011年11月
- 『ゾンビたち』小西直子 訳、論創社、2017年11月

## 主な作品
小説集
- 2006年、『펭귄뉴스』(ペンギンニュース)[2]
- 2008年、『악기들의 도서관』(楽器たちの図書館)
- 2010年、『좀비들』(ゾンビ)
- 2012年、『1F/B1』
- 2014年、『당신의 그림자는 월요일』(あなたの影は月曜日)

散文集
- 2010年、『대책 없이 해피엔딩』(いつかそのうちハッピーエンド)
- 2011年、『뭐라도 되겠지』(なんとかなるさ)
- 2013年、『모든 게 노래』(すべてが歌)